# Hobby
Ein Hobby (Plural: Hobbys) ist eine Freizeitbeschäftigung, die der Ausübende freiwillig und regelmäßig zum eigenen Vergnügen oder der Entspannung betreibt. Es trägt zum eigenen Selbstbild bei und stellt einen Teil seiner Identität dar. Ein Hobby wird per Definition nicht professionell ausgeübt und grenzt sich damit gegen eine berufliche Beschäftigung ab, der Betreiber eines Hobbys ist in diesem grundsätzlich Laie, manchmal ein sehr fähiger Laie.
Das Wort „Hobby“ ist vom englischen hobby horse abgeleitet, das mit „Steckenpferd“ in beiden Bedeutungen – Kinderspielzeug und Freizeitbeschäftigung – übersetzt wird. Das hölzerne Steckenpferd trägt seinen Reiter nirgendwohin, weil es in den Händen gehalten wird, entsprechend erwirtschaftet das Hobby kein Einkommen und ist kein Beruf.
Jemand, der ein Hobby (zeitintensiv) betreibt, wird als Hobbyist bezeichnet. Dieser Ausdruck wird vor allem von Dritten verwendet, wenn ein Hobby auffällig in der Öffentlichkeit stattfindet, wie etwa Reenactment. Die exzessive Beschäftigung mit einem Hobby wird in der Psychologie als Hobbyismus bezeichnet, wenn sie mit einer gestörten Impulskontrolle verbunden ist.
Beispiele für verbreitete Hobbys sind Aktivitäten wie Sammeln, Handarbeiten, Heimwerken, Basteln, Modellbau, Sport, Kunst, Hausmusik, Literatur, Spielen oder Weiterbildung.

## Beschreibung
Der Begriff Hobby hat eine gewisse Nähe zum Begriff Spiel. Als Hobby wird eine Tätigkeit indes nur bezeichnet, wenn man für diese Tätigkeit eine im Vergleich zu anderen Freizeitgestaltungen besondere Vorliebe (Präferenz) hat und sie regelmäßig ausübt.
Ein wichtiges Kriterium für die Unterscheidung, was als Hobby oder als Arbeit gilt, ist häufig, aber nicht notgedrungen, ob es als Quelle für den Lebensunterhalt dient. Im allgemeinen Sprachgebrauch werden diejenigen, die sich in ihrer Freizeit mit einem Fachgebiet befassen, Amateure bzw. Ehrenamtliche genannt – als Gegenstück zum beruflichen Fachmann, Profi. Eine ehrenamtliche Tätigkeit muss allerdings kein Hobby sein, sondern kann auch dem Notwendigkeitsdenken entspringen.
Eine Sache als Hobby zu betreiben, kann in gesteigerter Form auch den Charakter haben, Fan einer Sache zu sein, wenn es sich um eine Art Verehrung der Sache handelt.
Das Betreiben eines Hobbys hat oft entspannende oder sonstige nützliche therapeutische Nebenwirkungen. In einigen Fällen allerdings (beispielsweise beim Sammeln) können die Grenzen zwischen Beruf, Hobby und Sucht zu verschwimmen beginnen. Manche Sammlungen können durchaus als Geldanlage gelten, zum Beispiel Kunstsammlungen. Darüber hinaus gibt es Amateure, die auf ihrem jeweiligen Fachgebiet Wissen und Fähigkeiten erwerben, in denen sie professionellen Fachleuten nicht nachstehen und auch einen entsprechenden Ruf genießen.

## Etymologie
Der Begriff leitet sich vom englischen hobby-horse ab, das auch im Englischen heute meist zu hobby (Plural: hobbies) verkürzt wird, und bezeichnete ursprünglich ein kleines Pferd oder auch ein Pony, was sich auf hobyn/hoby zurückführen lässt, aber auch ein Kinderspielzeug, das Steckenpferd. Später hat auch dieser deutsche Begriff die Zweitbedeutung „Freizeitbeschäftigung“ angenommen.

## Situation in Deutschland 2022
Nach den Forschungsergebnissen der Stiftung für Zukunftsfragen im Freizeit-Monitor 2022 prägen vor allem Medien und Erholung den Freizeitalltag der Bundesbürger. Nach 2012 wurde das Fernsehen allmählich vom Internet als beliebteste Freizeitbeschäftigung abgelöst, bleibt aber auf Platz 2 der beliebtesten Freizeitaktivitäten der Deutschen. Generell verbringt die Mehrheit ihre Freizeit laut aktuellen Ergebnissen lieber im eigenen Zuhause statt unter Leuten, auch wenn es stetig mehr außerhäusliche Freizeitangebote gibt.
Zum ersten Mal tauchten 2022 auch Social-Media-Angebote in der Liste der zehn beliebtesten Freizeitbeschäftigungen der Bundesbürger auf: Etwa zwei Drittel der Bevölkerung geben an, in der Freizeit regelmäßig auf Plattformen wie Facebook, Instagram, TikTok und LinkedIn aktiv zu sein.